# Psychagogia
Psychagogia eller konsten att leda själar härstammar från grekiskans psûchê (själ) och ago (leda). Psychagogia förekommer först i Platons dialog Faidros. Psychagogia kan sägas vara en tidig form av det som senare blev kristen själavård, psykologi eller moralterapi. 

## Antikens Grekland
Platons verk Faidros är skriven som en dialog mellan Sokrates och Faidros där Sokrates leder den filosofiska dialogen med sin elev Faidros. För att förklara betydelsen av psychagogia använder han sig av en allegori med en vagnförare och två hästar, vanligare betecknad som körsvennen. Varför Platon har valt en allegorisk berättelse kring psychagogia är antagligen för att det ofta används i sammanhang där man ska personifiera abstrakta begrepp såsom själen och dess utmaningar kring moral i detta fall. 
Vagnen dras av två hästar, varav en är svart och den andra vit. Föraren representerar den mänskliga själen och står för intellekt, förnuft och det som ska vägleda själen till sanning. Den vita hästen står för att vara ädel och av ädel ras medan den svarta är motsatsen av mindre ädel ras och dålig karaktär. Den vita hästen står för rationell och moralisk impuls. Den svarta hästen står för själens irrationella passioner såsom aptit, exempelvis på förbjuden kärlek. Det är upp till vagnföraren att styra hästarna åt samma håll för att komma närmare upplysning. Dessa två hästar som är väldigt olika kan därmed göra resan besvärlig för föraren. 
Ur Faidros: 
Sokrates: ”Är inte retoriken rent allmänt en konst att leda själar med ord, inte bara i domstolar och andra offentliga församlingar, utan också vid privata sammankomster, en konst som är en och densamma vare sig det gäller stora eller små frågor? Och den konsten är väl inte mera värd att hedras när den på rätt sätt sysslar med allvarliga saker än när den ägnas obetydligheter?”
Sokrates: ”Eftersom talets inneboende makt är att leda själar måste den som blir retor veta hur många själar det finns… En viss sorts människor är av en viss orsak lätt att övertyga med en vis sorts tal till något bestämt, en annan sort är av vissa själv svår att övertyga”. 

## Tidig kristendom
Man tror att de tidiga kristna tänkarna använde sig av psykagogiska tekniker när de skrev Nya testamentet och att Aposteln Paulus kan ha varit den första som tog upp detta. Det som skilde den tidigt kristna psykagogin från den antika grekiska var att den la stor vikt på känslor.  Paulus ska ha använt sig av denna taktik när han skrev sin brev till dem som var nya inför den kristna tron där de uppmuntras till dygd och att bli mogna och fullständiga.

## Psychagogia – Konsten att leda själar
Mats Rosengren är filosof och professor i retorik vid Uppsala universitet. Han skrev en avhandling år 1998 kring Psychagogia som hette Psychagogia  - Konsten att leda själar, där hans slutats kortfattat var:  
”Vad Platon på sin höjd kan hoppas på är alltså att genom sina dialoger utöva psychagogi, det vill säga att leda själar i riktning mot de sanningar han uppenbarligen menar sig ha skådat: Sanningarna själva kan aldrig förmedlas via tal eller skrift”.